# Telenești
Telenești es una localidad de Moldavia cabecera del distrito (raión) de Telenești.

## Geografía
Se encuentra a una altitud de 63 m s. n. m. a 84 km de la capital nacional, Chisináu.

## Demografía
En el censo 2014 el total de población de la localidad fue de 7 227 habitantes.